# Latinluk
 (décembre 2021).
La mise en forme du texte ne suit pas les recommandations de Wikipédia : il faut le « wikifier ».
Les points d'amélioration suivants sont les cas les plus fréquents. Le détail des points à revoir est peut-être précisé sur la page de discussion.
- Les titres sont pré-formatés par le logiciel. Ils ne sont ni en capitales, ni en gras.
- Le texte ne doit pas être écrit en capitales (les noms de famille non plus), ni en gras, ni en italique, ni en « petit »…
- Le gras n'est utilisé que pour surligner le titre de l'article dans l'introduction, une seule fois.
- L'italique est rarement utilisé : mots en langue étrangère, titres d'œuvres, noms de bateaux, etc.
- Les citations ne sont pas en italique mais en corps de texte normal. Elles sont entourées par des guillemets français : « et ».
- Les listes à puces sont à éviter, des paragraphes rédigés étant largement préférés. Les tableaux sont à réserver à la présentation de données structurées (résultats, etc.).
- Les appels de note de bas de page (petits chiffres en exposant, introduits par l'outil «  Source ») sont à placer entre la fin de phrase et le point final[comme ça].
- Les liens internes (vers d'autres articles de Wikipédia) sont à choisir avec parcimonie. Créez des liens vers des articles approfondissant le sujet. Les termes génériques sans rapport avec le sujet sont à éviter, ainsi que les répétitions de liens vers un même terme.
- Les liens externes sont à placer uniquement dans une section « Liens externes », à la fin de l'article. Ces liens sont à choisir avec parcimonie suivant les règles définies. Si un lien sert de source à l'article, son insertion dans le texte est à faire par les notes de bas de page.
- La présentation des références doit suivre les conventions bibliographiques. Il est recommandé d'utiliser les modèles {{Ouvrage}}, {{Chapitre}}, {{Article}}, {{Lien web}} et/ou {{Bibliographie}}. Le mode d'édition visuel peut mettre en forme automatiquement les références.
- Insérer une infobox (cadre d'informations à droite) n'est pas obligatoire pour parachever la mise en page.

Pour une aide détaillée, merci de consulter Aide:Wikification.
Si vous pensez que ces points ont été résolus, vous pouvez retirer ce bandeau et améliorer la mise en forme d'un autre article.
Latinluk était un quartier catholique de Sarajevo, un « quartier latin ». La plupart des habitants étaient des colons croates de Dubrovnik, des marchands, des artisans et d'autres catholiques,,.

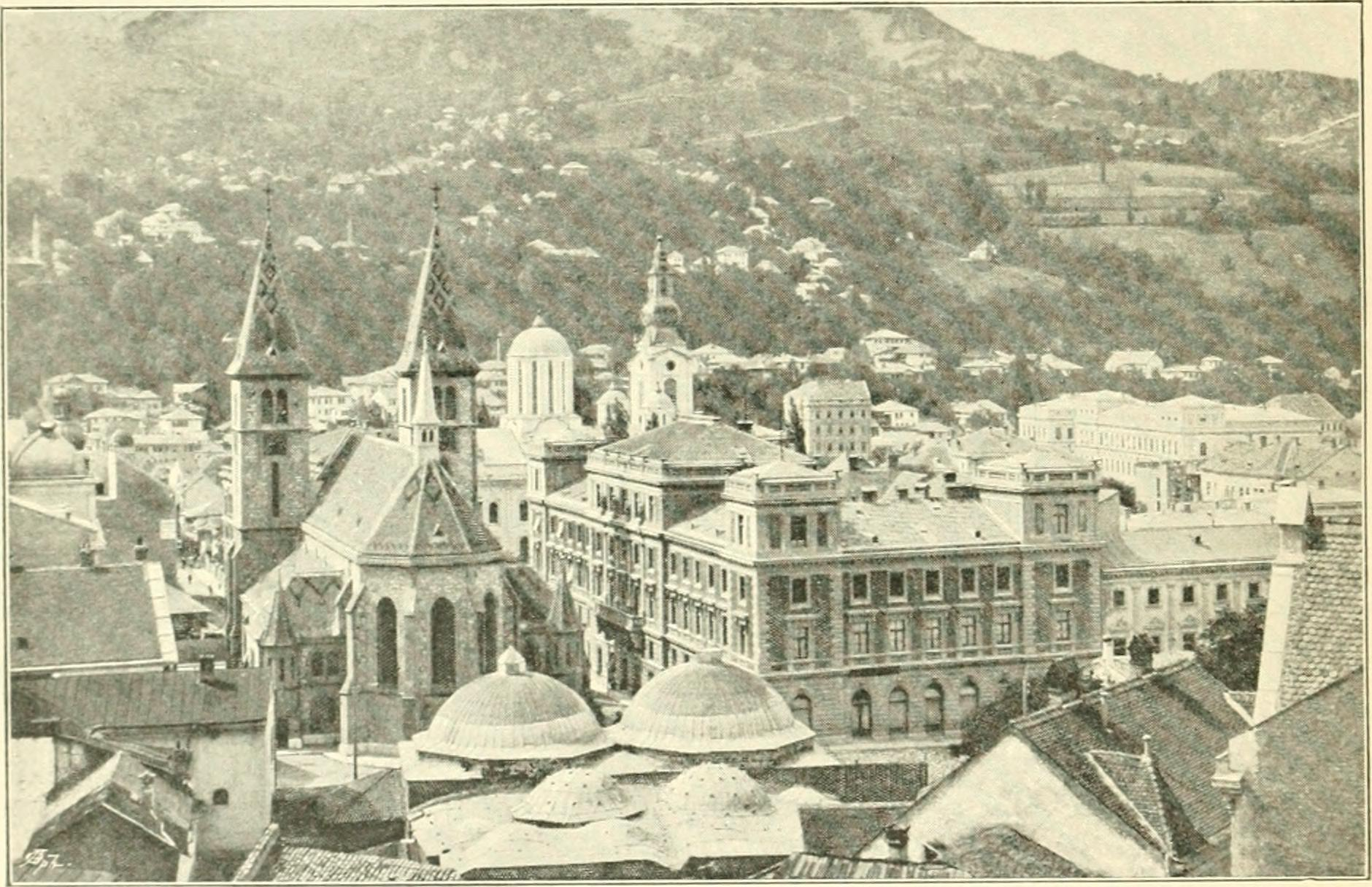
Vue du quartier catholique à la fin du XIXe siècle

L'adjectif « latin » était une allusion aux fidèles de l'Église catholique romaine, c'est-à-dire aux croyants des rites romain et latin, respectivement. Il s'étendait entre le pont Latin et le pont Ćumurija, sur le côté droit de la côte de Miljacka. Il a été nommé ainsi parce qu'à l'époque ottomane, sa religion différait considérablement des autres quartiers de la ville. Il a existé jusqu'au XVIIIe siècle. Dès 1652, deux cents familles vivaient à Latinluk. L'échec de la guerre de libération d'Eugène de Savoie en 1697 marqua la fin du quartier catholique. Avec une campagne réussie à travers la Bosnie, Eugène de Savoie est venu devant Sarajevo et dans une lettre a demandé aux autorités de la ville de se rendre dans des conditions favorables aux habitants et à la ville, mais en cas de refus par une attaque impitoyable. Il n'a pas répondu à la lettre, et le trompettiste et le porte-drapeau ont été attaqués et volés. Le prince Eugène ordonne une attaque contre la ville. Lors de l'attaque, la ville a été pillée et incendiée. En raison de l'hiver à venir, l'armée autrichienne est retournée à Osijek et avec elle, environ 40 000 catholiques ont quitté la Bosnie par crainte justifiée de représailles ottomanes. Le Quartier Latin a été détruit à Sarajevo et la population catholique a été déplacée. L' église de la Bienheureuse Vierge Marie n'a pas été épargnée non plus. Les franciscains durent se retirer de l'église et s'installer dans les maisons des familles catholiques. L'endroit où se trouvait l'église reste à ce jour dans la mémoire collective en tant que cimetière. Latinluk a été renouvelé. Au milieu du 18e siècle, les catholiques de Dubrovnik et d'autres endroits de Sarajevo ont été à nouveau tués dans les guerres,,,.

## Sources
1. 1 2  Franjevačka provincija Bosna Srebrena « https://web.archive.org/web/20160825182012/http://www.bosnasrebrena.ba/v2010/zabava/51.html »(Archive.org • Wikiwix • Archive.is • Google • Que faire ?), 25. kolovoza 2016. Sarajevo / Bistrik – samostan sv. Ante (pristupljeno 23. srpnja 2016.)
2. 1 2  Večernji list Zlatko Tulić: U telefonskom imeniku prezime Hrvat u većini je bošnjačko, dok je Bošnjak hrvatsko, 2. veljače 2014. (pristupljeno 23. srpnja 2016.)
3. 1 2 3  (boš.) Dnevni avaz « https://web.archive.org/web/20161003175847/http://www.avaz.ba/clanak/145236/most-nazvan-po-obliznjoj-katolickoj-mahali-latinluk?url=clanak%2F145236%2Fmost-nazvan-po-obliznjoj-katolickoj-mahali-latinluk »(Archive.org • Wikiwix • Archive.is • Google • Que faire ?), 3. listopada 2016. A. Nalo: Most nazvan po obližnjoj katoličkoj mahali Latinluk , 9. studenoga 2014. (pristupljeno 23. srpnja 2016.)
4. 1 2  (boš.) Furaj.ba Crkva svetog Ante Padovanskog na Bistriku (pristupljeno 7. prosinca 2017.)
5. ↑   « https://web.archive.org/web/20181209123559/http://www.camo.ch/aktuelno/upad-eugena-savojskog-u-bosnu-i-spaljivanje-grada-sarajeva-1697-godine/ »(Archive.org • Wikiwix • Archive.is • Google • Que faire ?), 9. prosinca 2018. Hamdo Čamo: "Upad Eugena Savojskog u Bosnu i spaljivanje grada Sarajeva 1697. godine" (jezik: bošnjački), (pristupljeno 25. rujna 2016.)
6. ↑  (eng.) Google Knjige Fran Markowitz: Sarajevo: A Bosnian Kaleidoscope, University of Illinois Press, 2010., str. 108